# Абе Кейго
Кейго Абе (яп. 阿部圭吾 28 жовтня 1938 — 21 грудня 2019) — японський майстер карате Шотокан, який заснував Японську асоціацію карате Шотокан у 1999 році та є її головним інструктором.  Він мав ранг 9-го дану з карате,  був прямим учнем Масатоші Накаями (1913—1987),  та був старшим інструктором Японської асоціації карате.

## Раннє життя
Абе народився 28 жовтня 1938 року в місті Ійоші, префектура Ехіме (на острові Сікоку), Японія.  Серед предків Абе були самураї ;  він розповів про випадок з минулого, коли двоє злодіїв проникли до його сімейного будинку, сказавши: «Моя родина вбила їх; дві могили досі стоять біля мого будинку».  У 1953 році, у віці 15 років, він почав тренуватися з бойових мистецтв карате та дзюдо.  Спочатку він почав вивчати стиль карате Сіто-рю.
У 1956 році Абе вступив до Університету Ніхон у Токіо на інженерний факультет, а закінчив його через чотири роки.  У 1958 році він почав тренуватися в хомбу- додзьо (штаб-квартирі тренувального залу) Японської асоціації карате (JKA) під керівництвом Масатоші Накаями.  В інтерв'ю 2000 року він сказав: «Сенсей Накаяма був дуже серйозним. Він дуже наполегливо нас тренував і завжди заохочував нас не лише наполегливо тренуватися, а й інтелектуально вивчати те, що ми тренували. Він наголошував на розумінні себе та на тому, щоб бути хорошими людьми».

## Кар'єра в карате
У 1961 році Абе провів помітний турнірний матч проти Кейносуке Еноеди, програвши за рішенням суддів після шести продовжень.  Він закінчив програму підготовки інструкторів JKA у 1965 році,  і був тривалим членом команди інструкторів у хомбу-додзьо JKA.  Як і інші кенсюсеї (молодші інструктори) того часу, Абе відпрацьовував свої техніки на вулицях проти місцевих гангстерів, щоб покращити свої бойові навички.  Через Накаяму Абе працював над фільмом про Джеймса Бонда «Живеш тільки двічі» (1967). Накаяму запросили знятися у фільмі, але він не зміг цього зробити через попередні зобов'язання, тому він рекомендував Абе замість нього.
Накаяма писав, що сильними сторонами Абе були його техніка удару кулаком назад та використання дистанції, сильні сторони, які також відзначали інші роки потому.  Він мав успішний послужний список учасників турнірів з карате, посівши перше місце на першому чемпіонаті країни JKA, перше місце в командних змаганнях на Міжнародному турнірі дружби JKA 1973 року та перше місце на другому та третьому чемпіонатах країни Федерації каратедо Японії (представляючи Токіо).
Абе мав тісні робочі стосунки з Накаямою, використовуючи його технічні знання та допомагаючи йому у викладанні.  Він був одним із кількох інструкторів, які демонстрували техніку в книгах Накаями з карате.  У 1985 році, за два роки до смерті Накаями, Абе був призначений директором з кваліфікації в JKA.  Після поділу JKA в 1990 році він став технічним директором JKA (фракція Мацуно).  Він відповідав за розробку правил турніру іппон сьобу,  які сьогодні використовуються більшістю учасників змагань з карате Шотокан.

## Пізніше життя
Абе вийшов у відставку з JKA (фракції Мацуно) 31 січня 1999 року.  10 лютого 1999 року він створив власну організацію, Японську асоціацію карате Шотокан (JSKA).  Коли у 2000 році його запитали про його організацію, він сказав: «На відміну від більшості лідерів організацій карате, я не хочу, щоб моя організація дуже розрослася. Дуже великі організації означають дуже великі проблеми. Я хочу меншу організацію, де я можу бути активною частиною життя кожного, і де можна підтримувати високий рівень якості».
Щодо тренувань з кількох бойових мистецтв, Абе сказав: «У минулому бусі (воїни) тренувалися, можливо, з 18 різних мистецтв через необхідність на полі бою… так, я б рекомендував перехресне тренування».  Окрім карате, він також практикує іайдо понад 30 років, а також викладає це бойове мистецтво.  У свої 60 років він все ще тренувався чотири-п'ять разів на тиждень вранці, включаючи тренування з карате та силові тренування, а також викладав карате в Токіо.  Абе відвідав Австралію в січні 2008 року та Кіпр у травні 2009 року.
У 2010 році Абе планує викладати в кількох європейських країнах, зокрема на 5-му чемпіонаті світу з карате JSKA у Португалії, а також відвідати Швецію, Естонію, Індію, Іран, Ізраїль, Мексику та Сполучені Штати Америки.  Абе помер 21 грудня 2019 року у віці 81 року.